# Evan Patros
Evan Patros (4 ottobre 1989) è un giocatore di calcio a 5 e calciatore norvegese, centrocampista dell'Åsgårdstrand.

## Carriera

### Club
Patros è attivo sia nel calcio che nel calcio a 5. Per quanto concerne quest'ultima disciplina, nella stagione 2008-2009 ha militato nelle file dell'Holtankameratene, per passare successivamente all'Ørn-Horten, per cui ha giocato in Eliteserie per cinque stagioni, fino alla retrocessione del campionato 2013-2014.
Riguardo all'attività calcistica, Patros ha fatto parte delle giovanili del Falk, per cui ha anche esordito in prima squadra. Nel 2008 è passato all'Ørn-Horten. Nell'estate 2013 è stato ingaggiato dal Fram Larvik. Ha esordito in squadra il 27 luglio, subentrando ad Albert Kryzieu nella vittoria interna per 4-3 sul Nybergsund. Il 23 agosto 2014 ha trovato la prima rete in campionato per questa squadra, nel successo per 2-3 contro la sua ex squadra dell'Ørn-Horten.
Il 19 gennaio 2015, l'Ørn-Horten ha reso noto sul proprio sito ufficiale il ritorno in squadra di Patros. Nel 2016, è passato all'Eik-Tønsberg.

## Statistiche

### Presenze e reti nei club
Statistiche aggiornate al 7 marzo 2018.
| Stagione           | Club               | Campionato         | Campionato | Campionato | Coppe nazionali | Coppe nazionali | Coppe nazionali | Coppe continentali | Coppe continentali | Coppe continentali | Supercoppe | Supercoppe | Supercoppe | Totale | Totale |
| Stagione           | Club               | Comp               | Pres       | Reti       | Comp            | Pres            | Reti            | Comp               | Pres               | Reti               | Comp       | Pres       | Reti       | Pres   | Reti   |
| ------------------ | ------------------ | ------------------ | ---------- | ---------- | --------------- | --------------- | --------------- | ------------------ | ------------------ | ------------------ | ---------- | ---------- | ---------- | ------ | ------ |
| 2006               | Falk               | 3D                 | ?          | ?          | CN              | ?               | ?               | -                  | -                  | -                  | -          | -          | -          | ?      | ?      |
| 2007               | Falk               | 3D                 | ?          | ?          | CN              | ?               | ?               | -                  | -                  | -                  | -          | -          | -          | ?      | ?      |
| Totale Falk        | Totale Falk        | Totale Falk        | ?          | ?          |                 | ?               | ?               |                    | -                  | -                  |            | -          | -          | ?      | ?      |
| 2008               | Ørn-Horten         | 3D                 | ?          | ?          | CN              | ?               | ?               | -                  | -                  | -                  | -          | -          | -          | ?      | ?      |
| 2009               | Ørn-Horten         | 3D                 | ?          | ?          | CN              | ?               | ?               | -                  | -                  | -                  | -          | -          | -          | ?      | ?      |
| 2010               | Ørn-Horten         | 2D                 | ?          | ?          | CN              | ?               | ?               | -                  | -                  | -                  | -          | -          | -          | ?      | ?      |
| 2011               | Ørn-Horten         | 2D                 | ?          | ?          | CN              | ?               | ?               | -                  | -                  | -                  | -          | -          | -          | ?      | ?      |
| 2012               | Ørn-Horten         | 2D                 | 26         | 2          | CN              | 1               | 0               | -                  | -                  | -                  | -          | -          | -          | 27     | 2      |
| gen.-lug. 2013     | Ørn-Horten         | 3D                 | ?          | ?          | CN              | ?               | ?               | -                  | -                  | -                  | -          | -          | -          | ?      | ?      |
| lug.-dic. 2013     | Fram Larvik        | 2D                 | 12         | 0          | CN              | -               | -               | -                  | -                  | -                  | -          | -          | -          | 12     | 0      |
| 2014               | Fram Larvik        | 2D                 | 26         | 2          | CN              | 2               | 2               | -                  | -                  | -                  | -          | -          | -          | 28     | 4      |
| Totale Fram Larvik | Totale Fram Larvik | Totale Fram Larvik | 38         | 2          |                 | 2               | 2               |                    | -                  | -                  |            | -          | -          | 40     | 2      |
| 2015               | Ørn-Horten         | 2D                 | 24         | 0          | CN              | 2               | 0               | -                  | -                  | -                  | -          | -          | -          | 26     | 0      |
| 2016               | Eik-Tønsberg       | 3D                 | 9          | 0          | CN              | 1               | 0               | -                  | -                  | -                  | -          | -          | -          | 10     | 0      |
| 2017               | Ørn-Horten         | 3D                 | 4          | 0          | CN              | ?               | ?               | -                  | -                  | -                  | -          | -          | -          | 4+     | 0+     |
| Totale Ørn-Horten  | Totale Ørn-Horten  | Totale Ørn-Horten  | 54+        | 2+         |                 | 2+              | 0+              |                    | -                  | -                  |            | -          | -          | 56+    | 2+     |
| 2018               | Ready              | 3D                 | 0          | 0          | CN              | 0               | 0               | -                  | -                  | -                  | -          | -          | -          | 0      | 0      |
| Totale             | Totale             | Totale             | 101+       | 4+         |                 | 5+              | 0+              |                    | -                  | -                  |            | -          | -          | 106+   | 4+     |